# Jens Scheuer
Jens Scheuer (* 12. Oktober 1978 in Offenburg) ist ein deutscher Fußballtrainer und ehemaliger -spieler.

## Karriere

### Spieler
Der gelernte Innenverteidiger spielte in der Jugendabteilung des Offenburger FV Fußball, bevor er von 1994 bis 1997 in die Jugendabteilung des SC Freiburg wechselte, dort unter Trainer Christian Streich und unter anderem an der Seite von Tobias Willi und Ali Güneş spielte.
Zum Offenburger FV zurückgekehrt, spielte der für diesen vier Spielzeiten lang, bevor er sieben Jahre lang beim Bahlinger SC in der Oberliga Baden-Württemberg wirkte. Anschließend wechselte er zum FC Bötzingen in die Verbandsliga Südbaden, wo er auch seine Trainerkarriere begann.

### Trainer
Als Spielertrainer des FC Bötzingen lernte er zudem das Trainerhandwerk, das er zwei Jahre lang beim Bahlinger SC in der Oberliga Baden-Württemberg ausübte, bevor er für zwei Jahre nach Bötzingen zurückkehrte.
Nachdem er in der Spielzeit 2014/15 ausgesetzt hatte, wurde er zur Saison 2015/16 als Nachfolger für Dietmar Sehrig für die Frauen-Bundesligamannschaft des SC Freiburg verpflichtet. Mit dieser erreichte er mit dem dritten Platz in der Meisterschaft 2018 und dem Erreichen des Finales um den DFB-Pokal die größten Erfolge. 
Zur Saison 2019/20 wechselte er zum Vizemeister FC Bayern München, mit dem er in der Saison 2020/21 deutscher Meister wurde. Nach der Saison 2021/22 verließ er die Frauenmannschaft des FC Bayern München. Sein Nachfolger wurde Alexander Straus. 
Am 28. Dezember 2022 gab der englische Frauenfußballverein Brighton & Hove Albion WFC auf seiner Website die Verpflichtung von Jens Scheuer als Trainer bekannt. Sein Trainerdebüt am 15. Januar 2023 (11. Spieltag) misslang mit der 0:3-Niederlage im Auswärtsspiel gegen den Leicester City WFC, mit seiner ehemaligen Torhüterin Janina Leitzig. Schon im März 2023 beendete er sein Engagement bei Brighton & Hove Albion.
Im Juni 2024 übernahm Jens Scheuer das Trainer-Amt beim SC Imst in der Fußball-Regionalliga (Österreich), der dritthöchsten Leistungsstufe in der Österreichischen Fußballmeisterschaft.

## Erfolge
- Deutscher Meister 2021
- Dritter der Meisterschaft 2018
- DFB-Pokal-Finalist 2019

## Sonstiges
Scheuer lebt in Bahlingen, ist verheiratet und hat zwei Söhne. Neben seiner Trainerkarriere arbeitete er eine Zeit lang beim Badischen Sportbund Freiburg e. V. im Referat Übungsleiter Lehrwesen.